# Stephen McIntyre
Stephen McIntyre (* 1947 in Kanada) ist ein kanadischer Bergbauspezialist und ein Kritiker der gebräuchlichen Thesen zur globalen Erwärmung, insbesondere gegenüber Michael E. Mann innerhalb der Hockeyschläger-Kontroverse sowie dem NASA Goddard Institute for Space Studies. Dabei wurde eine für die öffentliche Diskussion des Klimawandels bedeutende Veröffentlichung mit Mitteln eines Blogs und der Überprüfung statistischer Daten konterkariert. Im Web ist er mit dem Blog ClimateAudit aktiv.

## Wissenschaftlicher Hintergrund und Berufstätigkeit
Er hat einen Bachelor of Science in Mathematik der Universität von Toronto. Ein Stipendium des MIT hat er ausgeschlagen und stattdessen philosophische, politische und wirtschaftswissenschaftliche Studien an der University of Oxford absolviert. McIntyre hat über 30 Jahre im Bereich Erzexploration gearbeitet und hier insbesondere auch Machbarkeitsstudien und wirtschaftliche Voraussagen erstellt und beurteilt, daneben auch politische Analysen für die kanadische Regierung. Er bezeichnet seine hier erarbeiteten Erfahrungen, insbesondere mit Datenreihen und entsprechenden wirtschaftlichen Folgerungen, als essentiell für seine Kritik und Methodik bei seiner Zurückweisung des Hockeyschlägerdiagramms.

## Die Kontroverse um das Hockeyschläger-Diagramm
Zusammen mit Ross McKitrick hat McIntyre die Aussagekraft des sogenannten Hockeyschläger-Diagramms aus einer Publikation von Michael E. Mann und weiteren Autoren in Frage gestellt. Kernpunkt der Diskussion war die einzigartige Geschwindigkeit der gegenwärtigen Erwärmung wie auch die regionale Ausbreitung der sogenannten Mittelalterlichen Warmzeit.
McIntyre stellte in einer späteren Publikation die Sinnhaftigkeit einer globalen Durchschnittstemperatur insgesamt in Frage.
Nach Kontroversen, bei denen Mann die grundsätzliche wissenschaftliche Eignung der Kritiker in Frage stellte, wurde McIntyres Kritik international bekannt. Mann verwies auch darauf, dass viele seiner Unsicherheiten und möglichen methodischen Ungenauigkeiten im Rahmen seiner Originalstudie angesprochen wurden, was bei der Übernahme des Diagramms in andere Studien unter den Tisch gefallen sei. Der Vierte Sachstandsbericht des IPCC von 2007 weist die Einwände von McIntyre zurück.
Im Zusammenhang mit dem Hackerzwischenfalls am Klimaforschungszentrum der University of East Anglia forderte McIntyre öffentlich, Mann künftig von Peer Review-Verfahren wie von der Redaktion der IPCC-Berichte auszuschließen. Michael Mann wehrte sich in einer Stellungnahme gegen die Vorwürfe und erläuterte den Kontext der beanstandeten E-Mails.

## Persönliches
McIntyre ist verheiratet und hat drei Kinder und zwei Enkel.